# 斎藤常三郎 (法学者)
斎藤 常三郎（さいとう つねさぶろう、1878年（明治11年）11月20日 - 1951年（昭和26年）7月22日） は、日本の法学者。和議法、破産法の権威者で、神戸商業大学、京都帝国大学の各教授、会津短大学長を歴任した。「和議制度の研究」で、法学博士（京都帝国大学）。日本学士院会員。

## 生涯

### 業績
実務経験を有する研究者であり、判事時代に著した『注釈訴訟記録』は実務家、研究者双方に貴重な著作として扱われた。日本の民事訴訟法は1890年（明治23年）に制定されたが、その学問的研究が発展を遂げるのは大正中期以降であり、斎藤はその先駆者の一人である。『日本破産法』は1922年（大正11年）制定された（新）破産法に関するもので、同法に関する書として加藤正治の『破産法要論』と並ぶ代表的著作である。『比較破産法論』は斎藤の特色の一つであった比較制度論的研究が示されている著作で、評価が高い。『日本和議法論』は、和議法研究の最高権威である。
日本学士院（当時の第一部人文科学部門）会員に選任されたのは、死去の前年にあたる1950年（昭和25年）であった。同年12月13日には、第一部の新会員一同とともに昭和天皇から皇居に招かれ午餐を陪食した。
末川博は斎藤の研究につき、民衆の権利擁護、経済的弱者の庇護を目的とする良心的な主張がある旨を述べている。大阪大学にはその蔵書1971冊を収めた斎藤文庫が設けられている。

### 会津短大の創立
1949年（昭和24年）、若松商業に高校卒業後2年間の教育を行う専攻科が設置され、斎藤はその教員となる。専攻科の設置は短大創設準備の一環で、斎藤は創立運動の中心人物として活動した。会津短大の開学にあたって初代学長に就任。第一回入学式は1951年（昭和26年）5月5日である。

### 経歴
斎藤源四郎の三男として、福島県に生まれる。会津中学、一高政治科を経て、1904年（明治37年）に京都帝大独法科を卒業。司法官試補となり、また大学院で民事訴訟法を専攻する。1906年（明治39年）から判事として、大阪地方裁判所、大阪控訴院で勤務した。1919年（大正8年）より神戸高商教授を務め、民法、破産法などを担当し、また在外研究員として海外に派遣されている。1926年（大正15年）3月に博士号を取得。神戸商大教授として民法総則、物権を担当した。1933年（昭和8年）に京都帝大で滝川事件が発生すると、法学部教官はその3分の2が大学を去る事態となり、同年末に斎藤は京都帝大教授を兼務した。京都帝大には1938年（昭和13年）12月まで在職し、破産法を担当した。神戸商大からの退官も同年で、1940年（昭和15年）に名誉教授の称号を授与される。退官後は弁護士となり、神戸商大講師としても講義を続け、また 日本諸学振興委員会の常任委員を務める。戦後の1951年（昭和26年）1月31日に設立認可を受けた会津短大の初代学長に就任し、在任半年余りで死去した。

## 著述
著作
- 『注釈訴訟記録』弘文堂書房、1919年

1. 『第一審手続』
2. 『第二審手続』

- 『破産法及和議法研究』弘文堂書房

1. 『第一巻』、1926年
2. 『第二巻』、1927年
3. 『第三巻』、1928年
4. 『第四巻』、1928年
5. 『第五巻』、1929年
6. 『第六巻』、1930年
7. 『第七巻』、1931年
8. 『第八巻』、1933年
9. 『第九巻』、1934年
10. 『第十巻』、1936年
11. 『第十一巻』、1938年

- 『民法要論総則』弘文堂書房、1928年

1. 『第一巻』
2. 『第二巻』

- 『日本民訴訟法講義案』弘文堂書房、1934年

1. 『証拠調』
2. 『上訴以下』

- 『日本民法講義』

1. 『総則』弘文堂書房、1934年
2. 『物件第一』弘文堂書房、1935年
3. 『債権各論一』甲文堂書店、1939年

- 『日本和議法論』弘文堂書房

1. 『上巻』、1926年
2. 『下巻』、1934年

- 『独逸破産法』有斐閣書房、1912年
- 『各国破産予防和議法』内外書房、1920年
- 『墺太利破産法及和議法 並 独逸破産予防業務監視法』弘文堂書房、1922年
- 『破産法大綱』弘文堂書房、1927年
- 『日本破産法』弘文堂書房、1933年
- 『破産法・和議法大要』岩波書店、1937年
- 『新法学全集24』日本評論社、1937年（末弘厳太郎ほか編）
- 『独逸民事訴訟法』有斐閣、1939年
- 『比較破産法論』有斐閣、1940年
- 『日本国家学大系6』実業之日本社、1941年（孫田秀春編）
- 『日本破産法講義』船場書店、1942年

講演集
- 神戸高等商業学校商業研究所編『斎藤常三郎講演』

1. 『第十冊和議法に就いて』、1924年
2. 『第二十二冊民事政策と弁護士制度』、1925年
3. 『第三十三冊住所に関する考察』、1927年
4. 『第三十七冊支払猶予に関する法律的考察』1927年
5. 『第三十九冊破産及び和議と信託』、1928年
6. 『第四十二冊新しき主義の民法』、1929年
7. 『第四十四冊破産管財人の監督』、1930年
8. 『第四十七冊法人信任の傾向』、1930年
9. 『第五十七冊破産・和議債権者の職業的代理人』、1932年

その他
- 司法省調査部『第七十七・七十八・七十九・八十回帝国議会新法律関係資料. 上』、1942年
- 『現代外国法典叢書10』有斐閣、1942年（中田淳一との共著）
- 『野口博士と湯川博士』会津史談会講演集第3集、1951年
- “休業銀行整理案に対する斎藤常三郎博士の意見の概要”.  アジア歴史資料センター Ref.A09050258400、昭和財政史資料第5号第118冊(国立公文書館)」. 2014年11月24日閲覧。
- なお斎藤の還暦を記念した論文集として『斎藤博士還暦記念 法と裁判』（有斐閣）がある[* 3]。

## 関連する人物
- 斎藤良衛 - 第2代会津短大学長。中学時代の2年後輩でもあった。
- 仁井田益太郎 - 斎藤の京都帝大院生時代に民事訴訟法を担当していた京都帝大教授。
- 三淵忠彦 - 斎藤の京都帝大学生時代の後輩。